# Krasnapolle 2
Krasnapolle 2 (biał. Краснаполле 2; ros. Краснополье 2, pol. hist. Krasnopole) – wieś na Białorusi, w obwodzie mohylewskim, w rejonie mohylewskim, w sielsowiecie Pałykawiczy. Od wschodu graniczy z Mohylewem.
Do 1917 położone było w Rosji, w guberni mohylewskiej, w powiecie mohylewskim. Następnie w granicach Związku Sowieckiego. Od 1991 w niepodległej Białorusi.